# Melicope peninsularis
Melicope peninsularis är en vinruteväxtart som beskrevs av Thomas Gordon Hartley. Melicope peninsularis ingår i släktet Melicope och familjen vinruteväxter. Inga underarter finns listade i Catalogue of Life.